# 昇斎一景

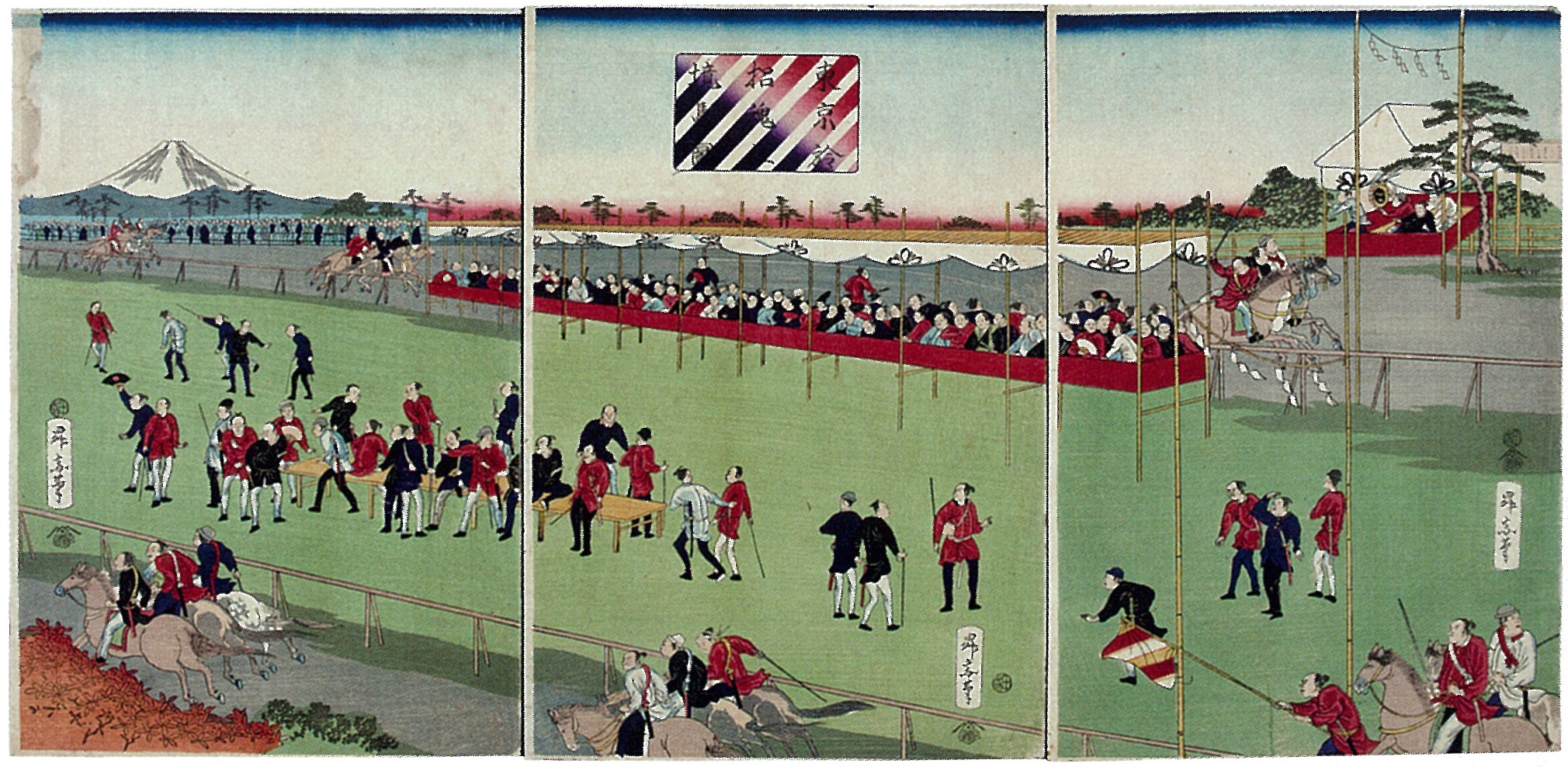
「東京於招魂社境馬図」 明治3年(1870年)招魂社（現在の靖国神社）で開催された日本人による最初の競馬「招魂社競馬」の様子。一景の初期作品でもある。

昇斎 一景（しょうさい いっけい、生没年不詳）は、明治時代の浮世絵師。

## 来歴

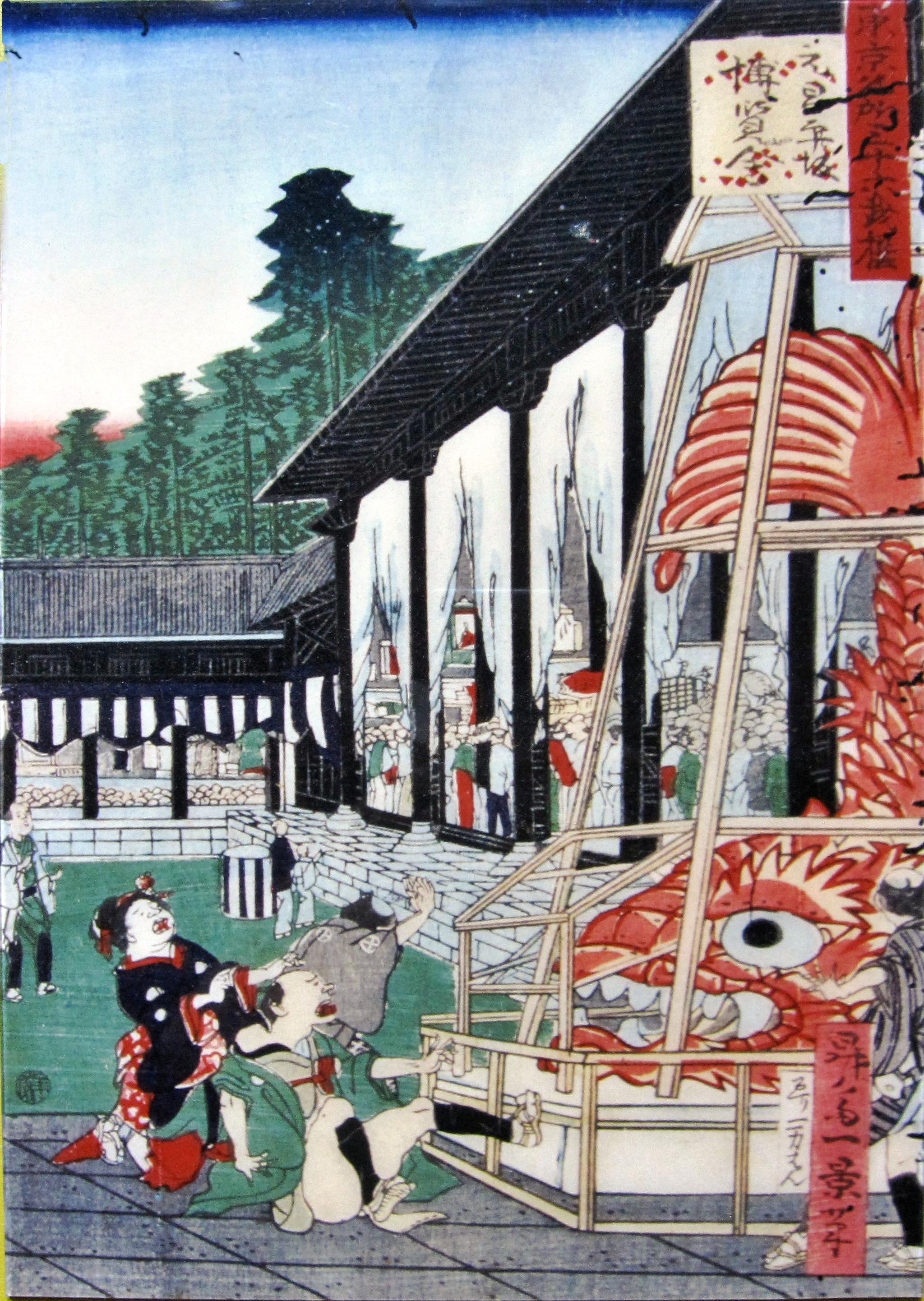
「元昌平坂博覧会」（『東京名所三十六戯撰』のうち） 明治5年(1872年)3月湯島聖堂大成殿（旧昌平坂学問所）で開かれた「湯島聖堂博覧会」の図。会場正面には名古屋城の金の鯱が飾られ、観衆が驚いている。

歌川広重の門人といわれる。姓名不詳。初めは景昇斎、後に昇斎と号す。江戸の人。歌川広重の門人・歌川広景の後名という説もある。また、一昇斎国福（歌川国福）という、広景と一景を繋ぐような名をもつ絵師もいる。一景について述べた唯一の文献は、「東京名所四十八景」の目次で、山々亭有人が記した紹介文である。それによると一時、円山応挙を慕い京都へ遊歴し四条派を学び、後に画業を廃し世を避ける生活をしていたが、明治になって書房からの求めで戯画錦絵を描くようになったという。そのため広景または国福が、幕末に京で学び、明治維新後に東京で画業を再開したとも考えられるが、これを裏付ける資料はない。
作画期は明治3年（1870年）から明治7年（1874年）までと短く、早世したと見られる。明治時代初期の風俗、風景を多く描いた。作品総数は不明であるが、3枚続物34点、1枚物98点、冊子・折本類6点が確認されている。代表作は明治4年（1871年）の「東都名所四十八景」、明治5-6年（1872-73年）の「東京名所三十六戯撰」、明治6年（1873年）の違式詿違条例を絵解きした「画解（えとき）五十余箇条」。他に、滑稽味ある風俗画、風景画、東京名所の3枚続や鉄道錦絵などがあり、特に鉄道を描いた作品が散見される。画風は3代歌川広重に似ているが、人物を描くと同時に時代の風俗や空気を的確に写し出している。また、一景の作画期が明治初期に限られるため、明治政府主導の文明開化がどの程度民衆に浸透しているかを推し量る貴重な資料としても使える。

## 参考図書
- 町田市立博物館編集・発行 『昇斎一景～明治初期東京を描く～』 1993年4月11日